# Emetropia
Um olho emetrope forma as imagens de um objeto distante de maneira muito precisa na retina, ou seja, o ponto focal fica exatamente sobre a retina.[carece de fontes?]
O comprimento aproximado de 24 mm e o poder de refração (Folho = +59 dpt) dos olhos acomodados para visão distante combinam-se exatamente. O ponto distante MR fica no infinito.[carece de fontes?]